# Buchschrift

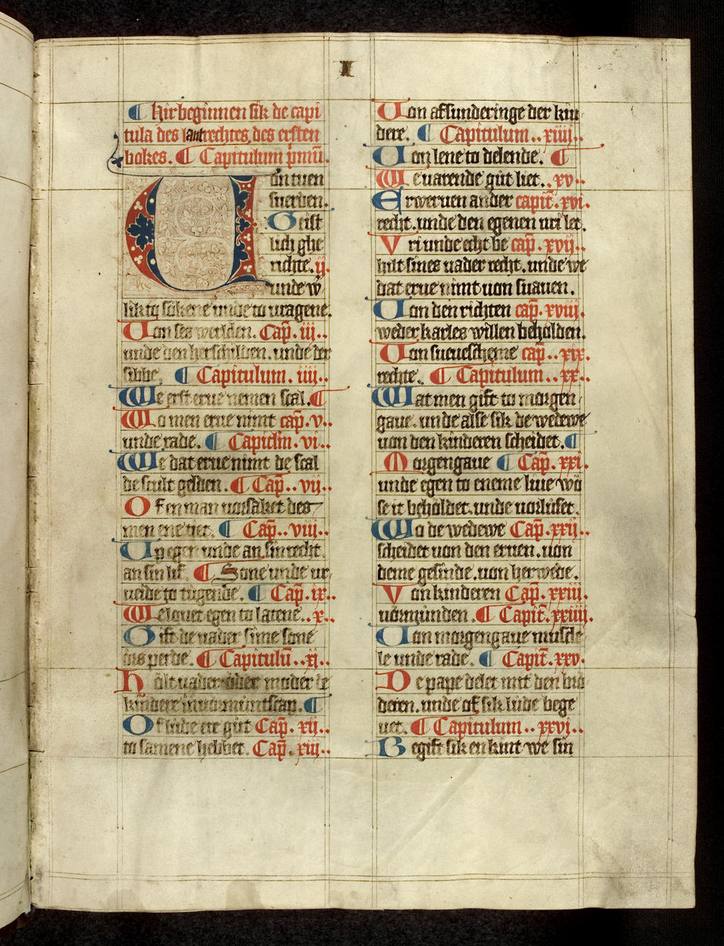
Buchseite in einer Textura mit Lombarden, 14. Jahrhundert

Eine Buchschrift oder Leseschrift bezeichnet in der Paläografie eine handgeschriebene Schrift mit formalem, statischem Charakter, die für das Schreiben von Büchern (Schriftrollen, Kodizes, Prachtbände) und ähnlichen hochwertigen Schriftwerken verwendet wurde.
Buchschriften zeichnen sich durch besonders gute Leserlichkeit, Präzision und kalligrafische Ästhetik aus. Sie sind zeitaufwändig beim Schreiben und erfordern disziplinierte, kalligrafisch ausgebildete Schreiber. Buchschriften sind somit keine Gebrauchsschriften. Sie sind im Regelfall keine Schreibschriften, aber es gibt auch Ausnahmen wie die Buchkursiven und die arabischen Buchschriften.

## Merkmale
Wegen der großen Vielfalt lässt sich nur wenig Allgemeines über die Merkmale von Buchschriften sagen. Buchschriften können an den Strichenden Zierabschlüsse wie Serifen oder Quadrangel haben, die in Gebrauchsschriften zu zeitaufwändig und mühsam wären. Sie können reich an Ligaturen sein (die sie oft von Kursiven übernommen haben) oder nur wenige Ligaturen einsetzen. Schwünge sind in Buchschriften bewusst eingesetzte kalligrafische Elemente, anders als Schwünge in Gebrauchsschriften, die typischerweise dem schnellen, dynamischen Schreiben geschuldet sind. Bei der Gestaltung der Schrift kommen unter anderem Initialen (übergroße, reich verzierte Anfangsbuchstaben von Kapiteln oder Abschnitten) und Lombarden (kleinere, nicht ausgeschmückte, dafür aber oft farblich abgesetzte Initialen im Fließtext) zum Einsatz. Diese gehören allerdings mehr zur Buchgestaltung als zur eigentlichen Buchschrift.

### Entwicklungen
Schriften entstehen nur sehr selten ohne Vorläufer. Buchschriften haben meist andere Buchschriften als Vorgänger, oder es gehen ihnen epigrafische Schriften voraus, die anfänglich ohne große Veränderungen für das Schreiben auf Buchbeschreibstoffen übernommen werden. Einmal aufgekommene Buchschriften erleben mit fortschreitender Zeit oft weitere Entwicklungen. Sie werden auch häufig in andere Sprachkulturen übernommen und dort manchmal adaptiert.
Gebrauchsschriften entstehen in der Regel aus Buchschriften oder aus anderen Gebrauchsschriften. Gelegentlich gibt es auch umgekehrte Entwicklungen und aus Gebrauchsschriften entstehen durch den Prozess der Kalligraphisierung neue Buchschriften.

### Fortleben in der Typografie
Im europäischen Mittelalter kamen Buchschriften vor allem in Skriptorien von Klöstern sowie an den Höfen von Herrschern zum Einsatz. Eine Blütezeit hatte die westliche Kalligrafie (in Form von lateinischer, griechischer und kyrillischer Buchschrift) im Hochmittelalter, als ein hoher Bedarf an Bibelabschriften bestand.
Mit der Erfindung des Buchdrucks im 15. Jahrhundert dienten die schönsten handgeschriebenen Buchschriften des Spätmittelalters als Vorlagen für die Satzschriften. Aus gebrochenen Buchschriften wie der Textura und Rotunda sowie sogenannten „unechten“ Buchschriften wie der Bastarda wurden Satzschriften, die sich weiterentwickelten, etwa zur Schwabacher oder Fraktur. Aus der in der gleichen Zeit aufgekommenen humanistischen Minuskel, die auf ältere, ungebrochene Schriften zurückgreift, entstand die Antiqua, die bis heute meistverwendete Schrift für das lateinische Alphabet.

## Beispiele

### Nichtlateinische Schriften

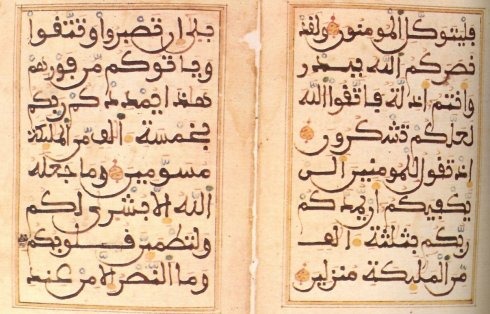
Maghrebinische Schrift (11. Jahrhundert)

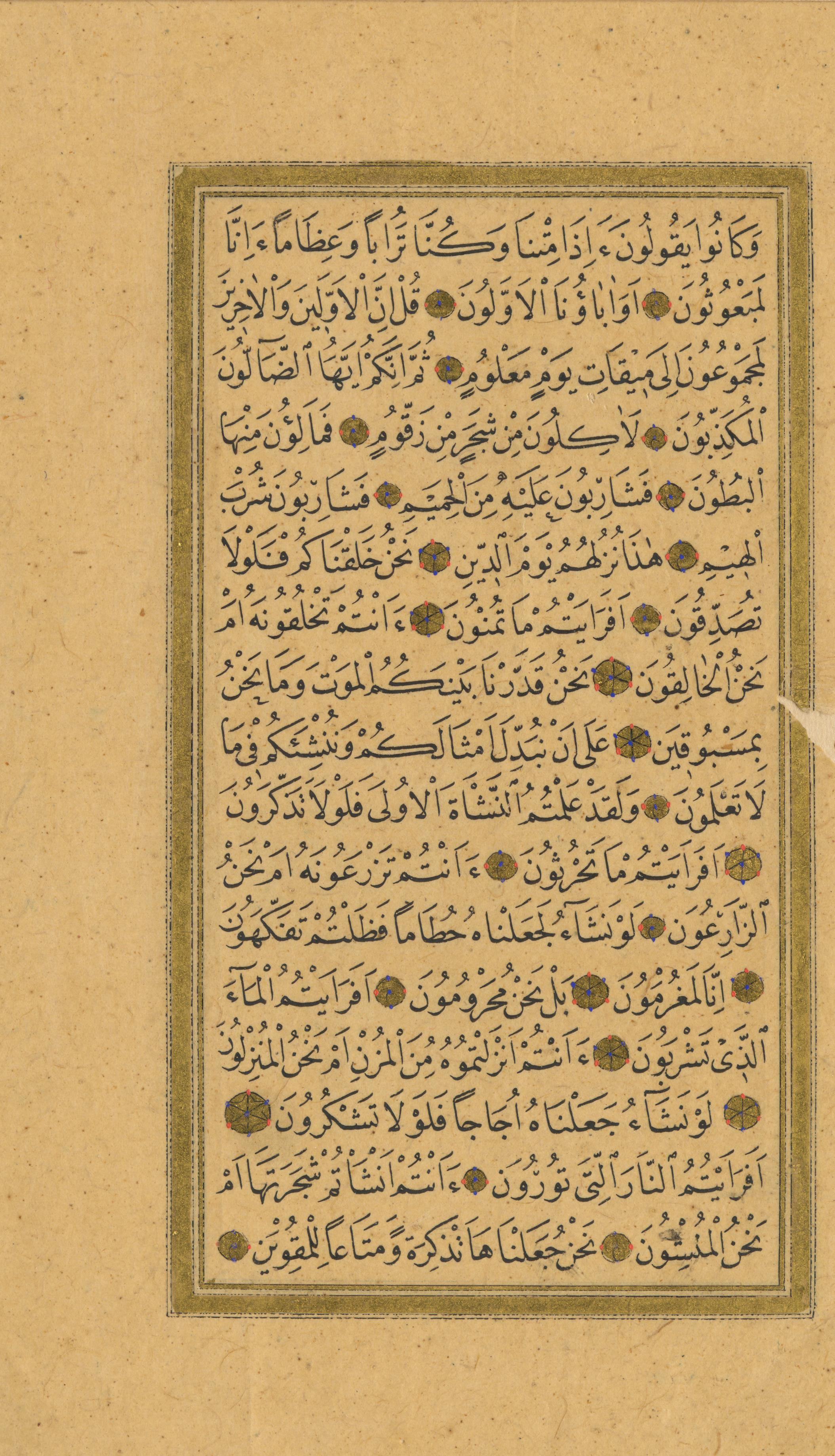
Naschī

- Die späthieratische Buchschrift im Alten Ägypten
- Die hebräische Quadratschrift
- Buch-Pahlavi zum Schreiben von Mittelpersisch im Sassanidenreich
- Die maghrebinische Schrift, eine ab dem 10. Jh. in Nordwestafrika und al-Andalus gebrauchte arabische Buchschriftart
- Naschī, eine kalligrafische Form der arabischen Schrift ab dem 10. Jh
- Nastaliq, die bis heute meistgebrauchte Schrift Persiens, der Legende nach im 14./15. Jhd. geschaffen
- griechische Buchschriften
- kyrillische Buchschriften

### Lateinische Schriften
Bei den lateinischen Buchschriften werden Majuskelschriften, Minuskelschriften und Buchkursiven unterschieden. Sie beginnen historisch mit den Schriften der Römischen Antike, entwickeln sich im Mittelalter weiter und erfahren letzte neue Impulse in der Renaissance. Mit dem aufgekommenen Buchdruck kommt die Produktion handgeschriebener Bücher mittelalterlichen Buchtyps zum Ende des 16. Jahrhunderts zum Erliegen. Seither entwickelt sich die lateinische Schrift nur noch in den Bereichen der Typografie und in der Gebrauchsschrift weiter, also außerhalb des Bereichs der Buchschriften.

#### Capitalis
Aus der epigrafischen Majuskelschrift Capitalis monumentalis der Römer entstand die Buchschrift Capitalis quadrata, und aus ihr die etwas zügiger zu schreibende Capitalis rustica.

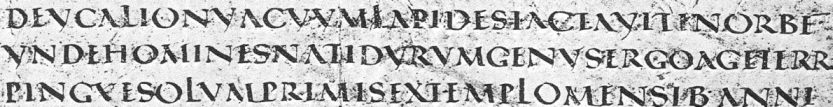
Capitalis quadrata
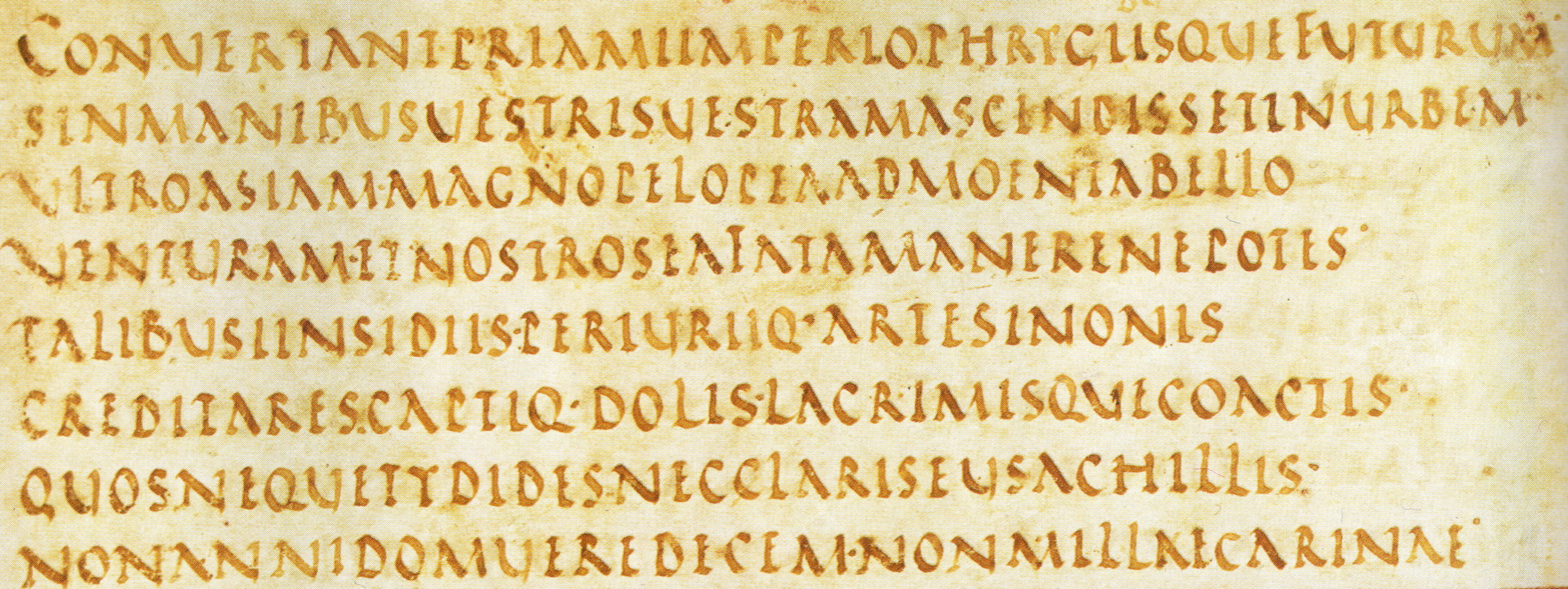
Capitalis rustica

#### Frühmittelalterliche Schriften
In der römischen Spätantike entstanden aus der Capitalis kursive Schriften für den Alltag, die schneller zu schreiben waren. Unter diesen waren die ersten Minuskelschriften, die statt eines Zweizeilenschemas ein Vierzeilenschema mit Ober- und Unterlängen verwendeten. Im Frühmittelalter entwickelten sich aus diesen wiederum neue formalisierte Buchschriften. Beispiele sind die westgotische Schrift, die Unziale, die Halbunziale, die irische und die angelsächsische Schrift, sowie die langobardische Schrift.

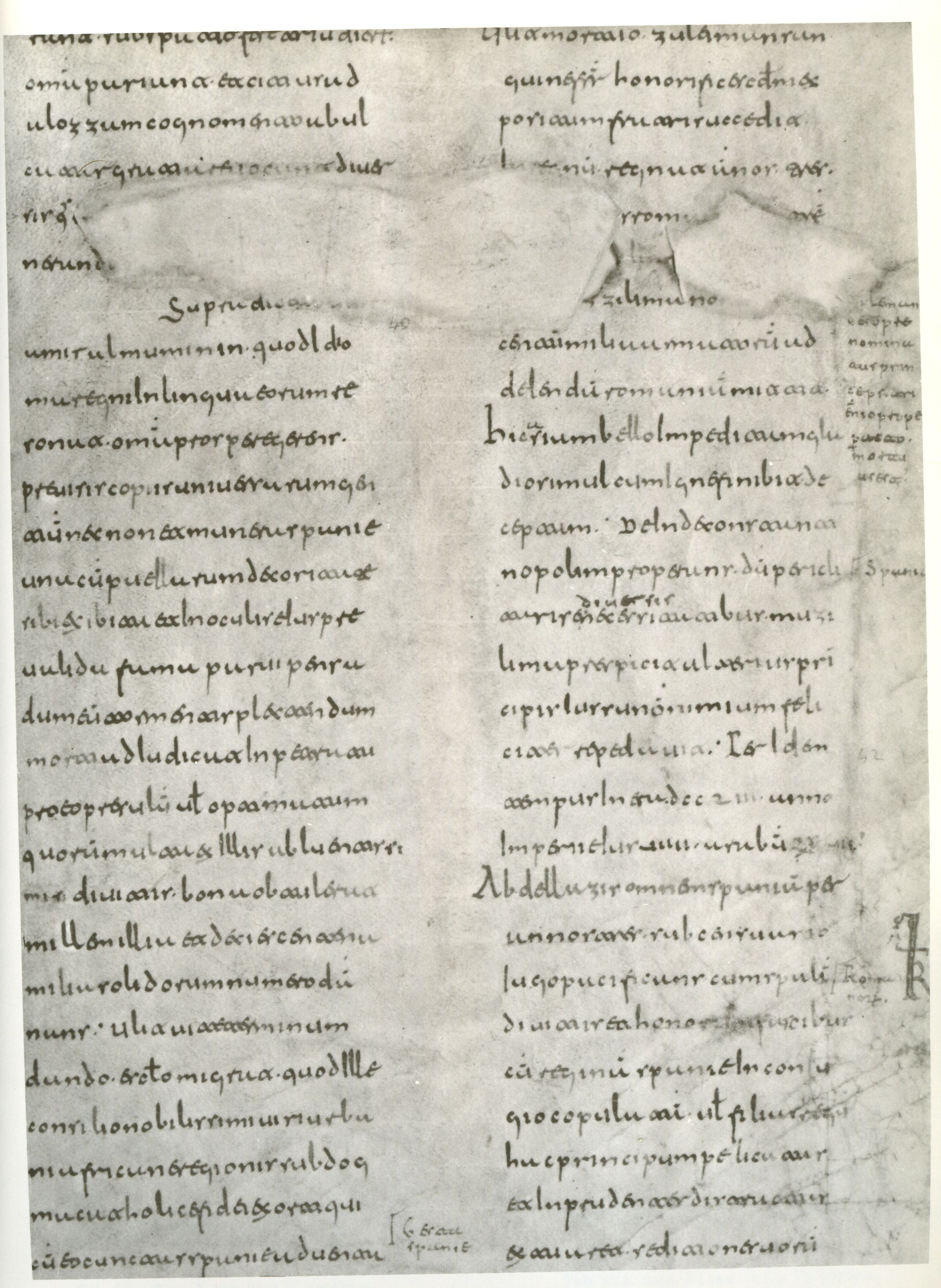
Westgotische Schrift
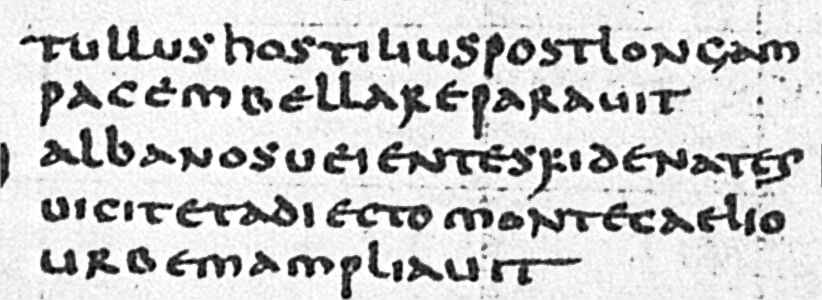
Unziale
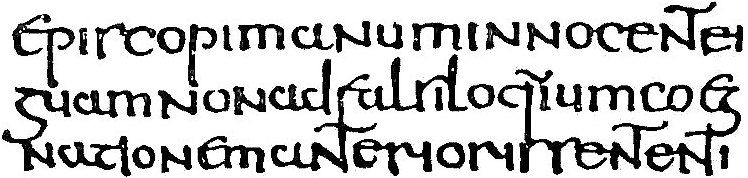
Halbunziale
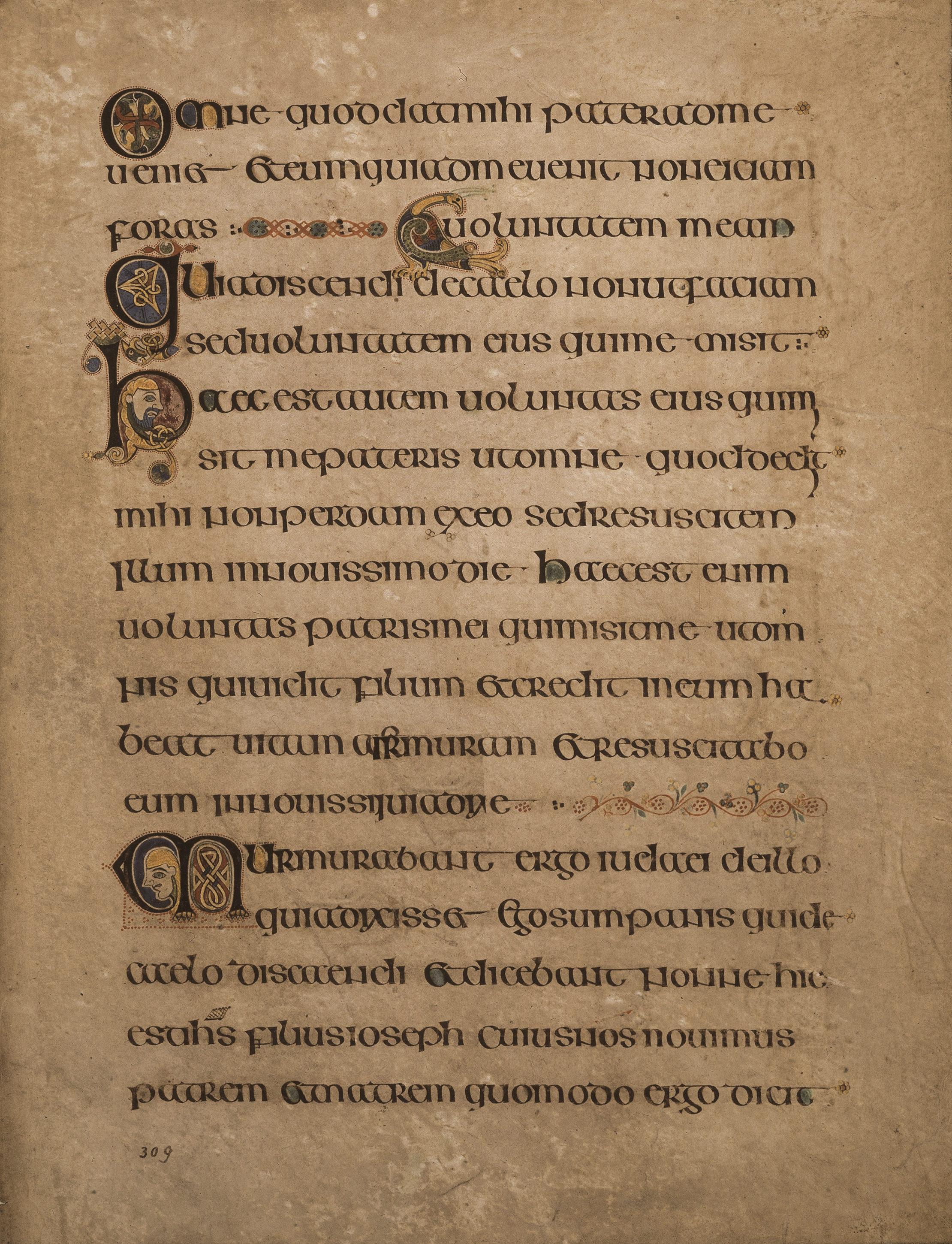
Irische Schrift
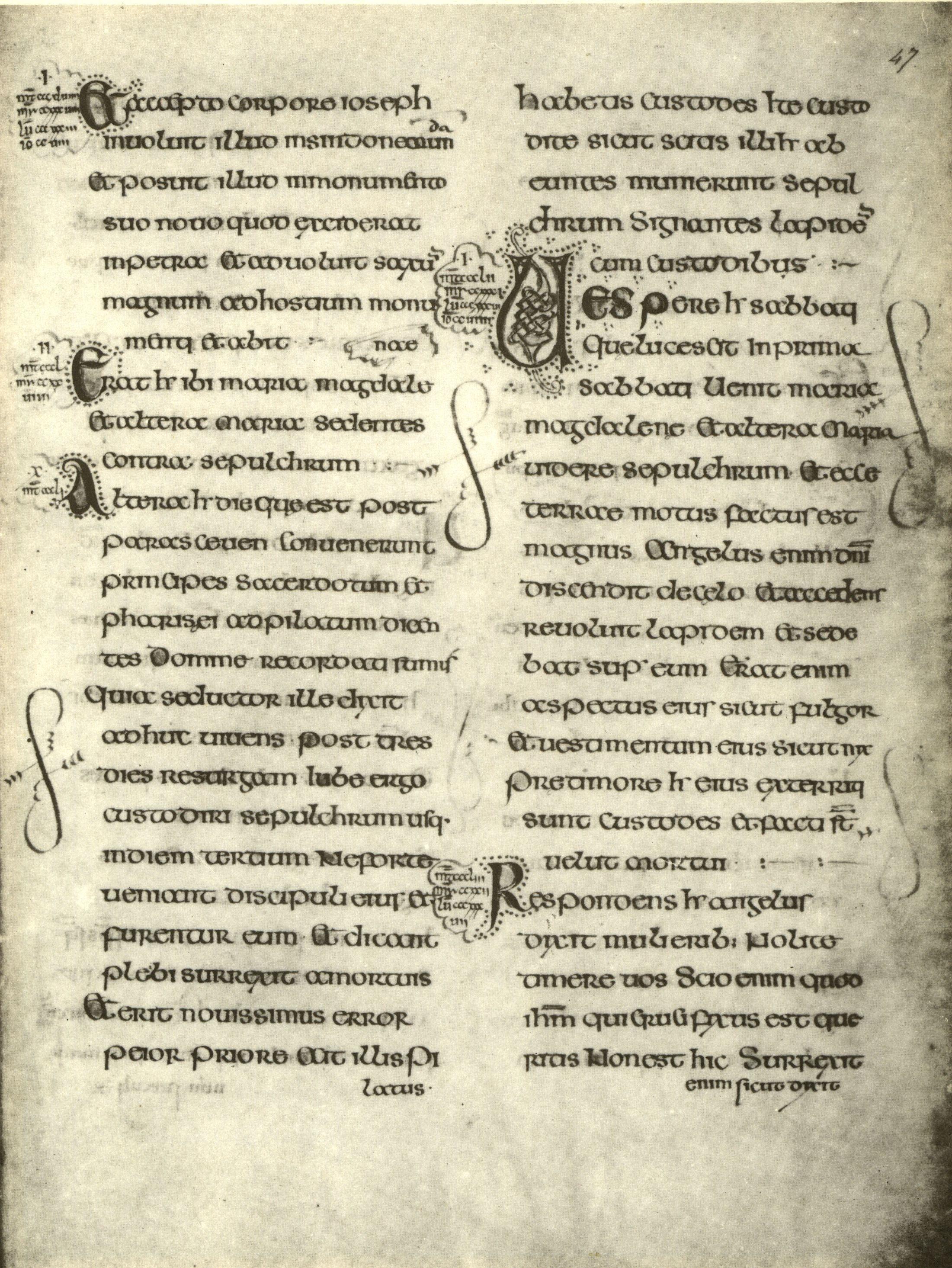
Angelsächsische Schrift

#### Karolingische und humanistische Minuskel
Unter Karl dem Großen wurden die vielen damals verbreiteten, aus Kalligraphisierungen der Minuskelkursive entstandenen Buchschriften zu einer neuen gemeinsamen Buchschrift konsolidiert, der karolingischen Minuskel. Diese besonders klare und gut leserliche Schrift blieb das ganze Hochmittelalter der Standard, bis die gebrochenen Schriften der Gotik sie verdrängten.
Die italienischen Humanisten der Renaissance hielten die karolingische Minuskel irrtümlich für eine Schrift der Antike. Sie wiederbelebten und entwickelten sie weiter zur humanistischen Minuskel und mischten sie dabei mit den Großbuchstaben der Capitalis, woraus die bis heute übliche Praxis der Mischung von Groß- und Kleinbuchstaben in der Schrift stammt.

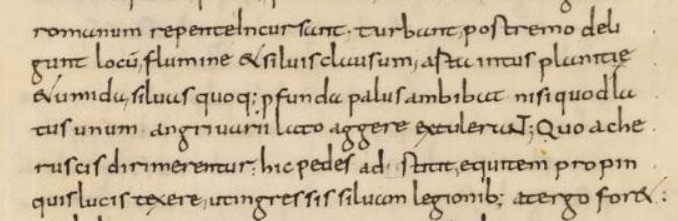
Karolingische Minuskel
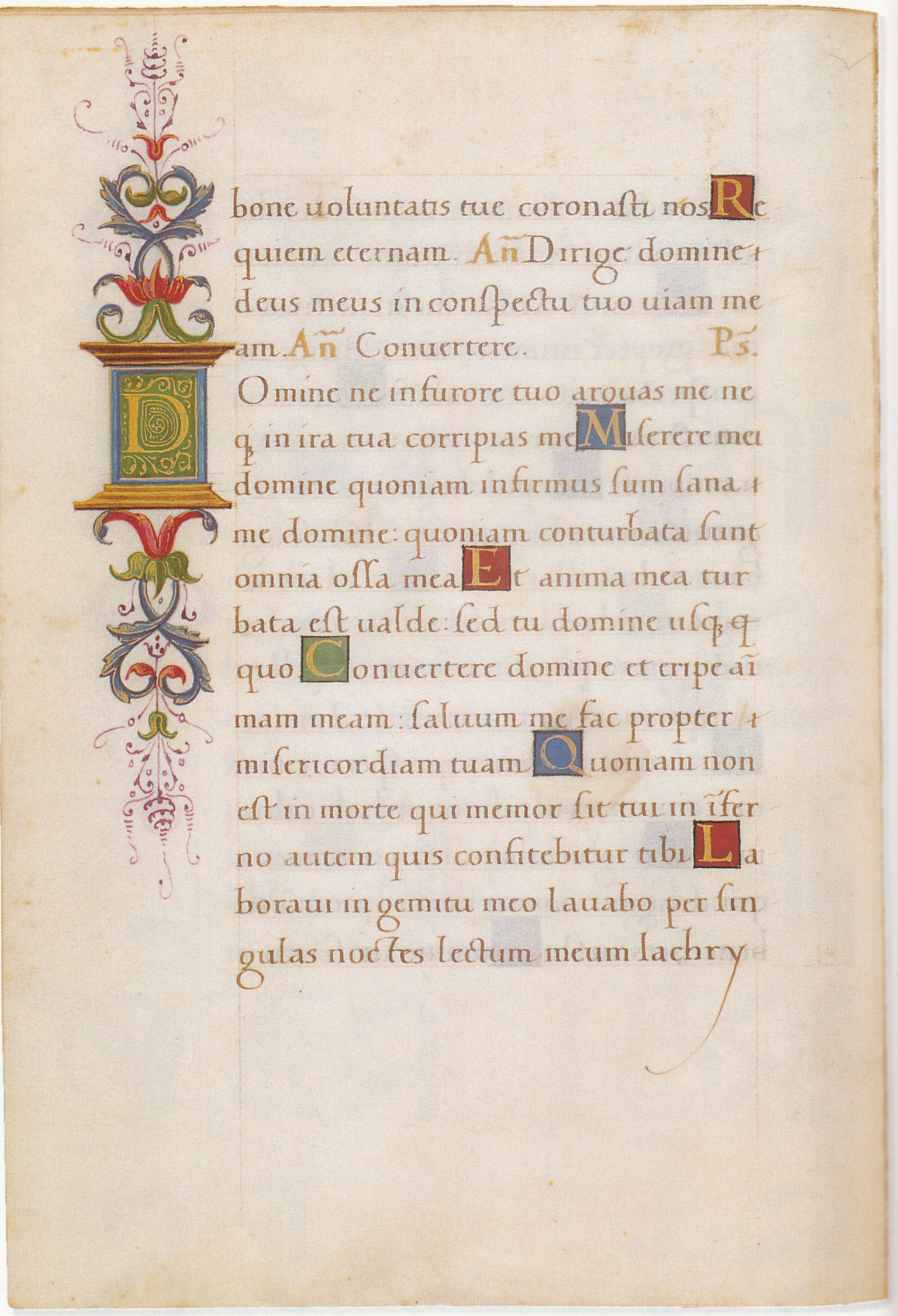
Humanistische Minuskel

#### Gebrochene Buchschriften
In der Gotik kamen gebrochene Schriften in Mode. Man nennt sie so wegen der ganzen oder teilweisen „Brechung“ der Rundungen, etwa der unteren Rundung beim Buchstaben u oder der oberen Rundung beim Buchstaben n. Dieser Formenwandel stellt eine ähnliche Entwicklung wie der Wechsel von Rund- zu Spitzbögen in der Architektur dar. Beispiele gebrochener Buchschriften, die im europäischen Mittelalter und Spätmittelalter in weiter Verwendung waren, sind die gotische Minuskel, die Textura und die Rotunda.

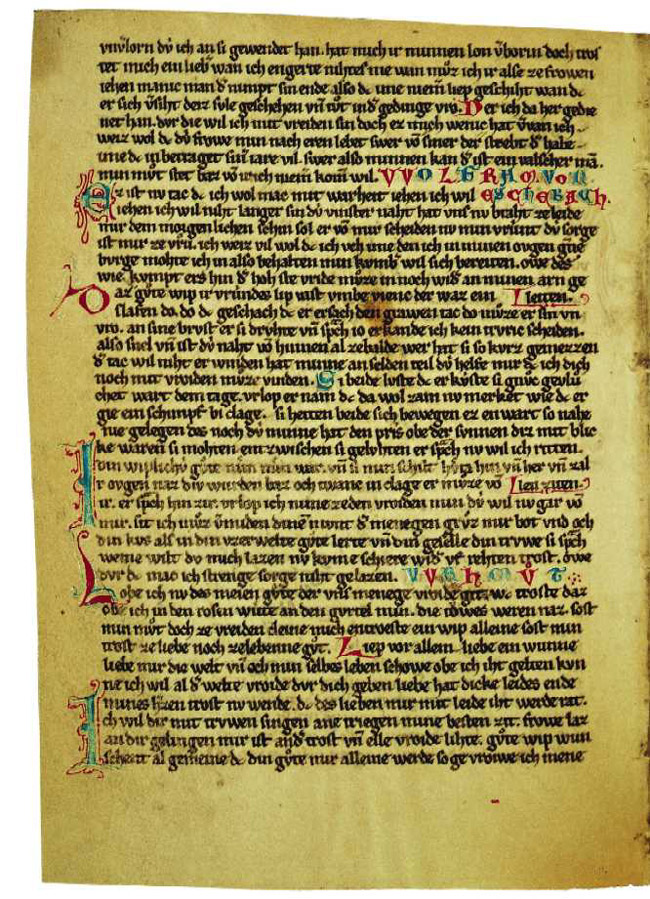
Gotische Minuskel
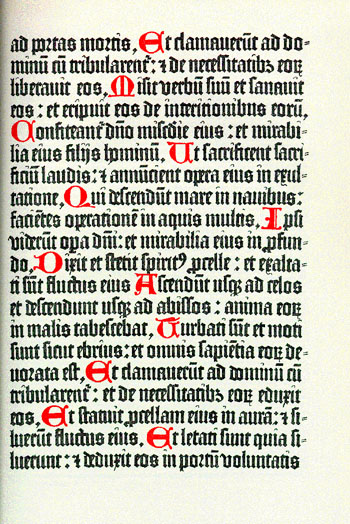
Textura
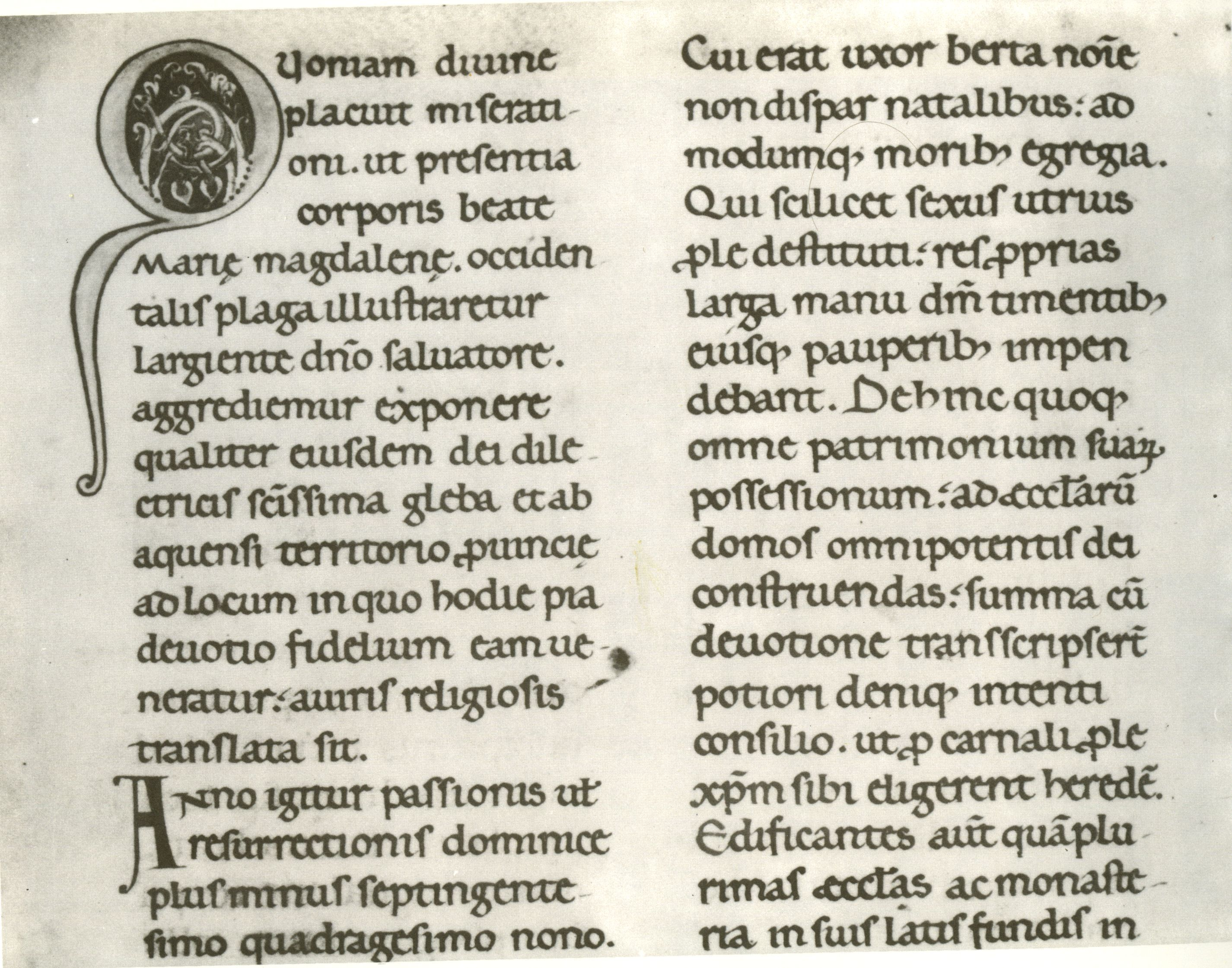
Rotunda

#### Buchkursiven
Der Begriff der Buchkursive bezeichnet Buchschriften, die auch die Merkmale einer Kursive aufweisen. Über eine genaue Definition, welche Schriften als (gotische) Buchkursiven, Bastarden oder Hybrida bezeichnet werden, herrscht unter Fachleuten Uneinigkeit. Einige Autoren verwenden manche dieser Begriffe als Synonyme, andere nicht. Schwierigkeiten bereitet unter anderem, dass es hier ein breites Übergangsfeld zwischen Gebrauchs- und Buchschriften gibt. 

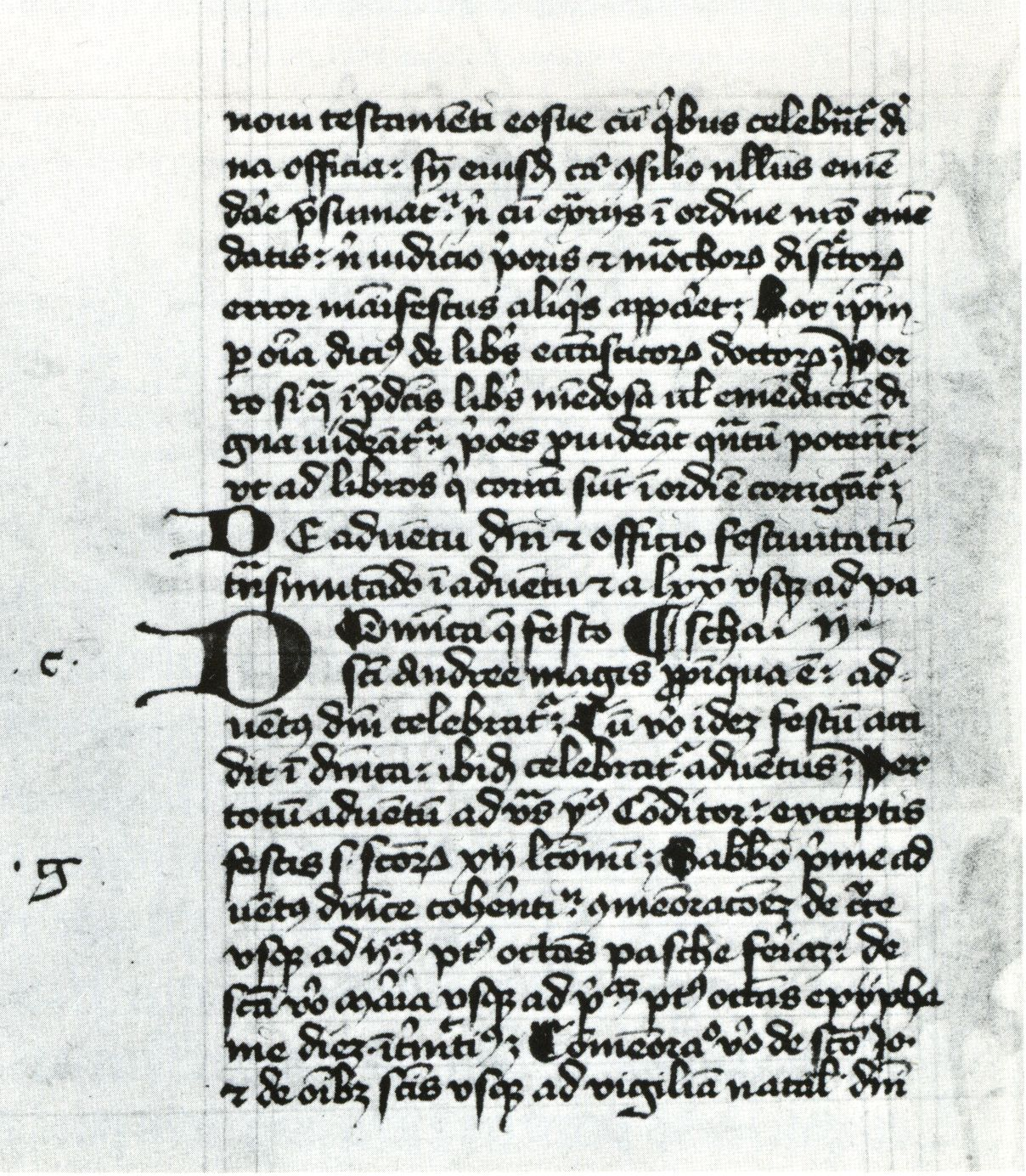
Bastarda

## Andere Bedeutungen
In der Typografie werden 
- mit „Buchschrift“ manchmal Satzschriften bezeichnet, in denen Bücher gerne gesetzt werden, zum Beispiel die Garamond,
- mit „Leseschrift“ Satzschriften bezeichnet, mit denen Mengentext gesetzt wird, im Unterschied zu Akzidenzschriften. Sie werden auch „Werkschriften“ und historisch auch Brotschriften genannt.